# Malnaș
Malnaș (en hongrois: Málnás) est une commune roumaine du județ de Covasna dans le Pays sicule en Transylvanie. Elle est composée des trois villages suivants :
- Malnaș, siège de la commune
- Malnaș-Băi (Málnásfürdő)
- Valea Zălanului (Zalánpatak)

## Localisation
Malnaș est situé au nord-ouest du județ de Covasna, à l'est de Transylvanie, au pied des monts Baraolt dans les Carpates orientales, sur les rives de la Malnaș (affluent de l'Olt)

## Monuments et lieux touristiques
- Église orthodoxe du village de Malnaș-Băi
- Église catholique du village de Malnaș, construite en 1887
- Château fort Malnaș[2]
- Site archéologique Füvenyestető du village de Malnaș-Băi
- Site archéologique de Malnaș
- Source de l'eau minérale naturelle